# Jazzwood
Jazzwood is een jaarlijks jazzfestival, dat de derde zaterdag van augustus plaatsvindt midden in het Chartreuzenbos in Holsbeek. Het festival trekt jaarlijks meer dan duizend bezoekers.
Jazzwood wordt georganiseerd door de Intergemeentelijke Culturele Samenwerking (IGCS), het Agentschap voor Natuur en Bos en Check4.

## Edities
| Editie | Programma |
| ------ | --- |
| 2011   | Kim in the Middle, Aqui Vem O Sol, Jan Muës Quartet                                                                                |
| 2012   | Abrigo Quartet, The Qtet, The very Big band & Jan Muës                                                                             |
| 2013   | Those metal boys with their metal toys, Mixolodic Quintet, Jan Muës & Peter Vandendriessche Quintet                                |
| 2014   | Artois, Systeme Belge Ronny Verbiest & Philippe Thuriot, Ben Vanderweyden Quartet                                                  |
| 2015   | Paul Michiels, Jan Muës & Cool Cargo, H. Boogaerts & Moon Express                                                                  |
| 2016   | Sofie, Loumen, Les Tzigales, Street Parade Oakcity Jazzband                                                                        |
| 2017   | Lady Linn Duo, Milkshake Banana 2.0, Marithé Van der Aa Quartet                                                                    |
| 2018   | Philippe Catherine Quartet (met special guest Paul Michiels), Caroll Van Welden "Portraits of Brazil", The Cal Tjader Project      |
| 2019   | Bert Joris Quartet, Kristen Cornwell Trio, Stefan Bracaval Qu4rtet                                                                 |
| 2021   | Tribute to Chet Baker(Jan Muës & Chet's original rhythm section), Jungle Train (Frank Deruytter Sextet), L’Âme des Poètes, Artois. |
| 2022   | Philip Catherine Quartet, Hugo Boogaerts Moon Express, Time To Swing (Yvonne Walter & Friends)                                     |
| 2024   | Bert Joris ft. Sam Joris Octet, Ben Vanderweyden Quartet - Thank you, Toots!, Celestial Planes                                     |